# The Legend of Zelda
The Legend of Zelda (ゼルダの伝説?, Zeruda no Densetsu, lett. "La leggenda di Zelda") è il primo videogioco dell'omonima serie videoludica, ideato e diretto da Shigeru Miyamoto e sviluppato e pubblicato da Nintendo.
Il gioco fu ispirato dalle avventure immaginarie di Miyamoto nei boschi dietro casa sua quando era bambino. Fu pubblicato per la console giapponese Famicom il 21 febbraio 1986 e in occidente per il NES nel 1987. Una versione modificata nota come BS Zelda fu pubblicata per il Satellaview, un'espansione del Super Famicom in grado di ricevere i dati tramite trasmissione satellitare, nel 1995 in Giappone. La musica fu composta da Kōji Kondō.
Il gioco è ambientato in una primitiva incarnazione del regno di Hyrule e segue le avventure del giovane Link, che deve salvare la Principessa Zelda (il cui nome è ispirato a quello della scrittrice Zelda Sayre Fitzgerald) dalle grinfie del malvagio Ganon recuperando gli otto frammenti di un oggetto noto come la Triforza.
Il primo gioco della serie The Legend of Zelda, fu pubblicato originariamente in Giappone come titolo di lancio della nuova periferica di Nintendo per il Famicom: il Famicom Disk System. Il titolo non uscì quindi su supporto cartuccia, come i precedenti giochi per Famicom, ma su floppy disk; questo permetteva al giocatore di salvare la propria partita. Un anno più tardi, fu pubblicato in formato cartuccia per il mercato americano ed europeo, rendendo Zelda il primo gioco per console della storia ad integrare una batteria interna per il salvataggio dei dati. Nel 1994, questa versione fu pubblicata anche sul suolo giapponese, sotto il nome di The Legend of Zelda 1 (ゼルダの伝説１?, Zeruda no Densetsu Wan). Il gioco fu inoltre convertito per GameCube, Game Boy Advance, e pubblicato per la Virtual Console del Wii, del Wii U e del Nintendo 3DS.
The Legend of Zelda divenne un bestseller per Nintendo, vendendo oltre 6.5 milioni di copie. Considerato uno dei videogiochi più importanti e influenti della storia, nonché, grazie a meccaniche innovative per l'epoca, capostipite di un genere nuovo, nel 2009 fu inserito al primo posto nella lista dei 200 più grandi videogiochi della storia secondo Game Informer.
Il gioco diede il via ad una delle serie più celebri ed acclamate del mondo videoludico.

## Personaggi
Link
Il protagonista della storia, un avventuriero incaricato di salvare la principessa Zelda dalle grinfie di Ganon. Le sue sembianze sono tratte dal personaggio disneyano Peter Pan, dal quale Shigeru Miyamoto, il creatore del videogioco, prese ispirazione
Zelda
La principessa del regno di Hyrule, essa appare solo nella schermata di fine gioco dove ringrazia il nostro eroe per averla salvata da Ganon

## Trama
La pacifica e prospera terra di Hyrule viene sconvolta dalla fuga di Ganon, re del male, da una prigione di massima sicurezza situata ai confini di Hyrule: egli tenta di impadronirsi della Triforza della saggezza, ma nel suo tentativo viene ostacolato dalla principessa di Hyrule, Zelda. Quest'ultima, custode della Triforza, decide di frammentarla in otto parti pur di non farla cadere nelle mani di Ganon, il quale però la rapisce e si impadronisce di uno dei pezzi. Il regno cade quindi vittima di tantissimi mostri, liberati da Ganon dal regno delle tenebre. Il giovane eroe di Hyrule, Link, decide di partire all'avventura per recuperare tutte le parti della Triforza, sconfiggere Ganon e salvare la principessa Zelda.

## Modalità di gioco
(Tagline sul retro della confezione del gioco)

Link, il protagonista

Il gioco è composto da un misto di azione, esplorazione e puzzle ed ebbe un grande successo commerciale. Era poco comune all'epoca il fatto che la cartuccia contenesse una batteria che permetteva al giocatore di salvare i progressi compiuti attraverso più sessioni di gioco. Inoltre, l'involucro di plastica della cartuccia era dorato invece del solito grigio. Lo scudo raffigurato sulla scatola presentava un buco al posto del primo quadrante: in questo modo, la cartuccia dorata era visibile anche quando era riposta al suo interno.
Il primo Zelda era un gioco molto avanzato per l'epoca. Le innovazioni includevano l'abilità di usare decine di oggetti differenti, un vasto mondo pieno di segreti da esplorare, e la libertà di un gameplay relativamente non-lineare. Molte di queste innovazioni divennero caratteristiche fisse della serie di Zelda e degli altri giochi che seguirono questo modello. Il gioco fu enormemente popolare in Giappone, negli Stati Uniti e in Europa.
Inizia il gioco colui che controlla il personaggio Link armato di un piccolo scudo. È immediatamente disponibile una semplice spada di legno. Per avanzare, Link deve esplorare la superficie (overworld), una grande area all'aperto con una gran varietà di ambienti in cui combattono diversi tipi di piccole creature, al fine di individuare gli ingressi ai nove sotterranei. Ciascun sotterraneo è un unico insieme labirintico di piccole stanze collegate da porte e passaggi segreti e sorvegliate da una varietà di mostri, molti dei quali diversi da quelli incontrati in superficie. Link deve attraversare ciascun sotterraneo per conquistare gli otto pezzi della Triforza e tutti gli altri oggetti che permettono di destreggiarsi nei vari livelli sotterranei (underworld). L'ordine in cui è possibile completare i sotterranei è relativamente arbitrario: è consentito l'ingresso nella maggior parte di essi in qualsiasi momento dell'avventura (tre di essi hanno tuttavia l'entrata nascosta) ed invece in molti sotterranei l'accesso ad alcune stanze fondamentali per ottenere la Triforza o tesori è impedito in quanto viene richiesto l'uso di oggetti speciali da ottenere nel completamento di livelli precedenti. Al nono (ed ultimo) sotterraneo si può accedere solo dopo aver raccolto gli elementi dell'intera Triforza.

Schermata del gioco

La non-linearità, e cioè la possibilità di intraprendere strade differenti per completare il gioco, è un elemento importante di Zelda, assente dalla quasi totalità dei suoi contemporanei. Sebbene i sotterranei siano progettati per essere completati nell'ordine, è comunque possibile scegliere l'ordine che si preferisce. La libertà non è comunque totale, l'accesso ad alcuni livelli (come il quarto raggiungibile solo tramite zattera) e la possibilità di portarli a compimento è subordinata all'acquisizione di oggetti chiave in livelli precedenti. Allo stesso modo, Link può girovagare per l'intera superficie, trovando e comprando oggetti in ogni punto della mappa. La non-linearità può tuttavia essere frustrante, perché spesso il giocatore è lasciato vagare senza un'idea di quale debba essere il passo successivo.
Una volta che il gioco è stato completato (o tramite l'utilizzo di un codice segreto), è possibile passare alla "seconda impresa". La mappa base della superficie resta invariata, ma la posizione e l'aspetto dei sotterranei sono completamente diversi, e tutti gli oggetti e le altre cose da scoprire si trovano situati in maniera diversa rispetto a prima. Per esempio, adesso solo due dei nove ingressi ai sotterranei sono visibili, ed il quinto di essi si trova ora dove si trovava prima il quarto. Pertanto, la seconda impresa è più difficile della prima. Mentre questo più difficile "replay" è una novità appartenuta solo a The Legend of Zelda, sono pochi i giochi che offrono una "seconda impresa" costituita da livelli completamente diversi da completare.

## Oggetti
Spade:
La spada è l'arma di base del gioco. Se Link è in piena salute è in grado anche di lanciarla a distanza. Sono presenti tre spade:
- Spada di legno: è la prima spada che si ottiene all'inizio del gioco[37].
- Spada bianca: ha potere doppio rispetto alla precedente, una volta rinvenuta potrà essere raccolta solo quando Link avrà raggiunto cinque cuori nella sua barra di energia (in caso contrario, non riuscirà a prenderla)[37].
- Spada magica: ha potere quadruplo rispetto alla prima, una volta rinvenuta potrà essere raccolta solo quando Link avrà raggiunto dodici cuori nella sua barra di energia (in caso contrario non riuscirà a prenderla)[37].

Scudi:
- Scudo piccolo: permette di parare proiettili solidi lanciati dai nemici, come frecce o pietre; si possiede dall'inizio del gioco[37].
- Scudo magico: permette di parare proiettili sia solidi che magici, ma può essere mangiato dai Like Like; si compra nei negozi di Hyrule[37].

Oggetti selezionabili:
- Bomba: permette di abbattere pareti e rivelare passaggi segreti, oltre a ferire gran parte dei nemici; si compra nei negozi di Hyrule[37].
- Candela azzurra: permette di bruciare i cespugli per rivelare passaggi segreti e di illuminare le stanze buie nelle catacombe, ma può essere usata una sola volta per schermata; si compra nei negozi[37].
  - Candela rossa: a differenza della precedente, può essere usata più volte per schermata; si trova nella settima catacomba[37].
- Cibo: disorienta alcuni nemici; si compra nei negozi[37].
- Lettera: necessaria per poter comprare le pozioni; viene consegnata da un anziano in un angolo sperduto di Hyrule[37].
  - Pozione della vita azzurra: guarisce completamente Link una volta; può essere acquistata dalle streghe presentando loro la lettera[37].
  - Pozione della vita rossa: guarisce completamente Link e diventa azzurra quando viene utilizzata; può essere acquistata dalle streghe presentando loro la lettera[37].
- Boomerang: paralizza i nemici e raccoglie gli oggetti dal terreno; si trova nella prima catacomba[37].
  - Boomerang magico: ha una gittata maggiore del precedente; si trova nella seconda catacomba[37].
- Arco: arma che permette di scagliare frecce contro i nemici; si trova nella prima catacomba[37].
  - Frecce: utilizzabili solo con l'arco, servono per colpire i nemici a distanza al costo di un rubino per ogni freccia scoccata; si comprano nei negozi[37].
  - Frecce d'argento: più potenti delle precedenti; si trovano solo alla fine del gioco, a Monte Morte[37].
- Flauto dolce: ha vari poteri, tra cui quello di rimpicciolire un guardiano delle catacombe e quello di teletrasportare in vari luoghi di Hyrule; si trova nella quinta catacomba[37].
- Scettro magico: lancia energia magica che ferisce i nemici; si trova nella sesta catacomba[37].

Oggetti permanenti:
- Anello azzurro: dimezza i danni inflitti a Link; si compra nei negozi di Hyrule[37].
  - Anello rosso: riduce a un quarto i danni subiti da Link; si trova solo alla fine del gioco, a Monte Morte[37].
- Bracciale del potere: permette di spostare alcuni massi e rivelare passaggi segreti; si trova nascosto sotto una statua magica nei campi di Hyrule[37].
- Zattera: permette di attraversare mari e laghi ma può essere varata solo da un porto; si trova nella terza catacomba[37].
- Scala: permette di attraversare fiumi e canali; si trova nella quarta catacomba[37].
- Libro di magia: potenzia lo scettro magico; si trova nell'ottava catacomba[37].
- Chiave: serve per aprire le porte nelle catacombe e ogni chiave può essere utilizzata una sola volta[37].
  - Chiave magica: a differenza della precedente può essere utilizzata infinite volte; si trova nell'ottava catacomba[37].

## I guardiani dei frammenti di Triforza (boss)
Dopo aver diviso la Triforza in otto frammenti, Ganon li ha nascosti in otto catacombe, e ha messo a guardia di ciascuno i mostri più temibili di Hyrule onde evitare che Link se ne impossessi. Per poter riunire la Triforza Link dovrà sconfiggere i guardiani, e infine recarsi a Monte Morte per sconfiggere Ganon.
- Aquamentus: drago verde che lancia palle di fuoco dalla bocca[38].
- Dodongo: mostro simile a un rinoceronte; la sua pelle è estremamente dura e può essere sconfitto solo con le bombe, facendogliele ingoiare o rendendolo temporaneamente vulnerabile col loro fumo[39].
- Manhandla: mostro dotato di quattro bocche che lanciano palle di fuoco; diventa sempre più veloce man mano che le bocche vengono distrutte da Link[40]. È rivelato che questo mostro è in realtà una Pianta Piranha quadricefala.

Ganon

- Gleeok: drago a due, quattro o tre teste che lancia palle di fuoco; man mano che Link lo colpisce, le teste si separano dal corpo e iniziano a vagare per la stanza[41].
- Digdogger: mostro tondeggiante praticamente invincibile, ma il suono del flauto lo rimpicciolisce e lo rende vulnerabile[42].
- Gohma: gigantesco ragno con un solo occhio, che costituisce il suo unico punto debole[43].
- Patra: conosciuto anche come Eyesoar, è una sorta di piccolo boss che appare nel dungeon finale del gioco, Monte Morte (Death Mountain), ed è costituito da una serie di piccoli occhi volanti che girano attorno ad un grande occhio volante[44].
- Ganon: dopo aver recuperato gli otto frammenti della Triforza della Saggezza, Link dovrà recarsi a Monte Morte e affrontare Ganon, signore dei Moblin, per liberare infine la Principessa Zelda. Ganon, grazie al potere della Triforza della Forza, è in grado di rendersi invisibile e di lanciare palle di fuoco, inoltre può essere ferito solo da due cose: le frecce d'argento e la spada magica[45].

## Storia

### Sviluppo
Il gioco fu sviluppato da Shigeru Miyamoto e Takashi Tezuka. Miyamoto produsse il gioco, mentre Tezuka scrisse la storia e i testi. Il team di sviluppo stava lavorando su The Legend of Zelda e Super Mario Bros. contemporaneamente, e provò a separare le proprie idee: Super Mario Bros. doveva essere lineare, e le azioni dovevano essere svolte in rigorosa sequenza, mentre The Legend of Zelda doveva essere l'opposto. Infatti, al contrario dell'idea alla base di Super Mario Bros., Zelda doveva offrire un'esperienza non lineare e costringere i giocatori a soffermarsi a pensare su cosa sarebbe servito per progredire nel gioco. Nel progetto iniziale del gioco, il giocatore poteva partire già munito della spada; Miyamoto decise di togliere questa possibilità e di obbligare quindi i giocatori a cercare tale strumento e ad interagire con personaggi non giocanti (la spada veniva consegnata al giocatore da un vecchio uomo in una caverna), per introdurli fin da subito nelle meccaniche base del titolo. Questo portò a una nuova forma di comunicazione nei videogiochi.

### Pubblicazione

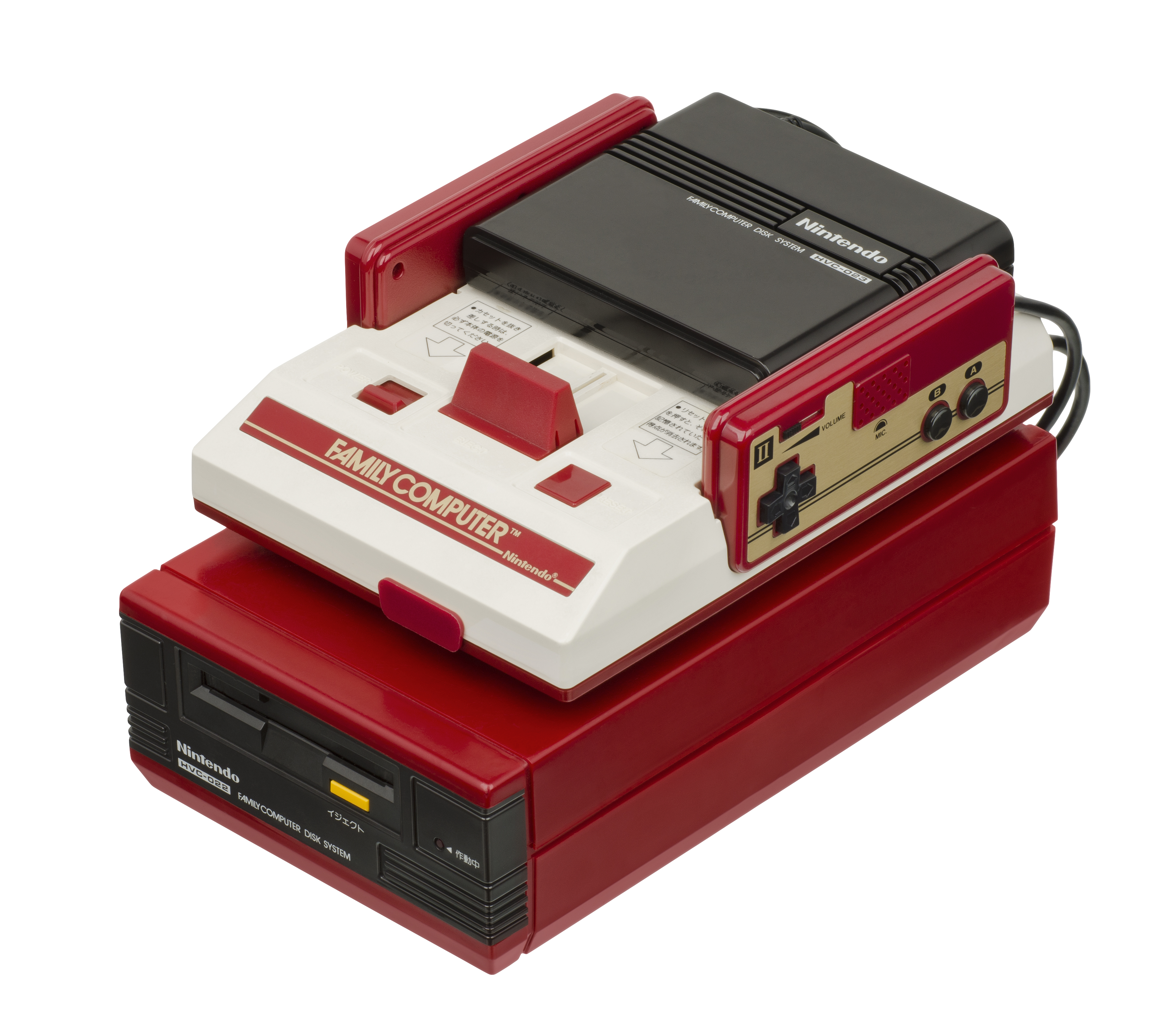
Il Famicom Disk System, periferica su cui uscì originariamente il primo Zelda

Nel febbraio 1986, Nintendo pubblicò il gioco come titolo di lancio per una nuova periferica: il Famicom Disk System, un lettore di floppy disk per il Famicom, che dava al giocatore, per la prima volta in un gioco su console, la possibilità di salvare i propri dati. Il primo Zelda uscì quindi in formato floppy disk, questo non solo per offrire un'esperienza di gioco più comoda (grazie all'opportunità di salvare i propri progressi), ma anche perché il gioco necessitava di un numero maggiore di kilobyte rispetto a quanto una normale cartuccia potesse contenere. Il nuovo formato permetteva inoltre al gioco di godere di effetti sonori più avanzati: notabili erano infatti per l'epoca l'effetto della spada di Link quando la sua vita era piena, e gli effetti di morte dei nemici. Inoltre, il gioco utilizzava anche il microfono integrato nel controller del Famicom (che era esclusiva della versione giapponese della console, e quindi non presente nelle versioni americana ed europea) per spaventare, soffiando o urlando nel microfono, un determinato nemico simile a un coniglio: il Pols Voice.

### Successo
Contrariamente alle paure di Nintendo, il gioco divenne popolare e fu ben accolto. Un anno e mezzo dopo circa, il titolo fu pubblicato in Nord America (utilizzando il formato cartuccia classico dei giochi per NES, integrando però una batteria per permettere il salvataggio dei dati; la cartuccia era di colore oro) e nel 1988 aveva venduto due milioni di copie. In Europa, il gioco venne pubblicato nello stesso formato della versione americana e ottenne grandi consensi.
Sull'onda di questo successo, Nintendo commercializzò vari prodotti di merchandising legati al marchio Zelda, come giocattoli, guide, orologi, e prodotti alimentari come i cereali Nintendo Cereal System. Una serie a cartoni animati dal titolo Un regno incantato per Zelda fu prodotta in America nel 1989, e i personaggi di Link e Zelda apparvero anche nella serie animata Un videogioco per Kevin. Inoltre, sulla fine degli anni '80, nacquero vari Fan Club dedicati a Zelda.

### Controversie
I nove labirinti che bisogna attraversare per finire il gioco hanno forme facilmente assimilabili ad oggetti (un'aquila, la testa di un leone, un serpente, ecc.). Il terzo labirinto ha una conformazione che, ad un pubblico occidentale, potrebbe rammentare la forma della svastica. Si tratta invece di un manji, simbolo buddhista della fortuna. In Giappone, dove il gioco fu inizialmente realizzato, le svastiche e alcuni simboli affini sono considerati positivi, questo spiega il perché un'immagine che può evocare sentimenti negativi per un pubblico occidentale venga deliberatamente utilizzata. Negli Stati Uniti furono ben pochi i reclami per l'uso, ma quando i Pokémon divennero popolari, Nintendo fu costretta ad alterare un'immagine a causa delle proteste mosse per l'uso di un manji.

## Accoglienza
| Recensori             | Giudizio |
| --------------------- | -------- |
| Allgame               | 5/5      |
| The Video Game Critic | A-       |
| GamePro               | 4,5/5    |
| Nintendo Power        | 4,5/5    |
| 1UP.com               | A        |
| Pocket Games          | 100      |
| Gaming Age            | 91       |
| GameZone              | 90       |
| GameSpot              | 7.2/10   |

The Legend of Zelda ottenne un successo di critica e pubblico straordinario, e divenne il primo gioco per NES a vendere oltre un milione di copie. Il titolo si piazzò primo nella lista dei 30 giochi preferiti dai giocatori redatta da Nintendo Power, e ci rimase fino ai primi anni '90. Fu inoltre votato come "Best Challenge" dai lettori di tale rivista ai Nintendo Power Awards del 1988. Sempre la stessa rivista lo elesse inoltre il più grande videogioco per NES mai creato, defindendolo un titolo rivoluzionario. GamesRadar lo definì il terzo più grande videogioco per NES mai creato, lodandone la grafica, il gameplay e il mondo molto vasto. Nel 1988, Computer Gaming World definì il gioco la migliore avventura dell'anno per Nintendo, dichiarando che il gioco ha avuto successo nel trasportare l'RPG da computer a console. Inoltre, lo stesso magazine, nel 1990 descrisse il gioco come una vera e propria killer application.
The Legend of Zelda, nel corso degli anni, è spesso comparso in molte liste di videogiochi considerati i più grandi e più influenti:
- La rivista Game Informer lo classificò primo in due occasioni; nella lista dei 100 più grandi videogiochi della storia redatta nel 2001[79], e nella lista dei 200 più grandi videogiochi della storia redatta nel 2009[80].
- Electronic Gaming Monthly lo classificò quinto nella lista dei 200 più grandi videogiochi del nostro tempo[81].
- La rivista Nintendo Power lo piazzò alla settima posizione nella lista dei 200 più grandi videogiochi prodotti da Nintendo[82].
- Official Nintendo Magazine lo posizionò settantasettesimo nella lista dei 100 più grandi videogiochi di Nintendo[83].
- Nella lista di IGN dei 99 migliori videogiochi, si posizionò ottantesimo[84].
- GameSpy introdusse il primo Zelda nella Hall of Fame dei videogiochi nell'Agosto del 2000[85] e lo dichiarò il decimo più grande videogioco di tutti i tempi[86].
- La rivista Famitsū lo dichiarò il più grande videogioco per Famicom[87].

The Legend of Zelda fu inoltre inserito nel Guinness World Records per essere stato il primo gioco della storia ad integrare una batteria per il salvataggio dei progressi.

## Impatto e lascito
The Legend of Zelda è considerato un precursore spirituale del genere RPG per console. Sebbene non venga solitamente considerato un RPG a tutti gli effetti (dato che mancano alcune delle meccaniche base del genere, come i combattimenti a turni o il potenziamento del personaggio tramite punti esperienza), ha molti aspetti in comune con questo genere, e fu un'importante influenza per gli Action RPG. L'ambientazione fantasy, la grafica colorata, lo stile delle musiche e il gameplay action-adventure, furono in seguito adottate da molti RPG. Il successo commerciale ottenuto dal titolo aiutò a popolarizzare le avventure fantasy dal gameplay non lineare; questo elemento sarebbe diventato in seguito canonico in molti titoli dalle meccaniche RPG. La popolarità del gioco portò alla nascita di molti cloni che cercarono di emularne le meccaniche.
Zelda fu largamente responsabile della nascita di molti RPG per computer orientati verso l'azione, usciti sul finire degli anni '80, come il gioco Times of Lore sviluppato da Origin Systems. La serie di Zelda continuò ad esercitare una grande influenza su molti giochi sviluppati nei decenni successivi. Quando uscì in Nord America, venne accolto come l'iniziatore di un nuovo genere, e lo sviluppatore Roe R. Adams (tra i responsabili della serie Wizardry) riconobbe nel 1990 a The Legend of Zelda l'invenzione ufficiale del JRPG. In tempi recenti, tuttavia, c'è stato un largo dibattito secondo il quale Zelda non potrebbe qualificarsi come un effettivo RPG d'azione.
The Legend of Zelda diede il via a una lunga serie, comprendente vari sequel, prequel e alcuni spin-off, diventando in poco tempo una tra le serie di punta di Nintendo. Introdusse inoltre importanti personaggi e ambientazioni nel mondo dei videogiochi, come Link, Zelda, Ganondorf, Impa, la terra di Hyrule, e il simbolo della Triforza. Il tema musicale principale dell'overworld, e il distintivo jingle udibile in gioco dopo la risoluzione di un enigma, apparvero in quasi ogni episodio successivo. GameSpot definì The Legend of Zelda uno dei 15 videogiochi più influenti di tutti i tempi, per essere stato il primo vero esempio di gioco non lineare e con un vasto mondo aperto da esplorare liberamente, per aver introdotto la possibilità di salvare i propri progressi di gioco tramite una batteria inserita nella cartuccia, e per aver contribuito alla nascita dei giochi di genere azione e avventura sullo stile di Metroid, o dei giochi di ruolo giapponesi per console come Final Fantasy. Nel 2009, Game Informer dichiarò The Legend of Zelda il gioco più importante e influente di sempre.
Nel 2011 Nintendo celebrò il venticinquesimo anniversario del gioco, in una versione simile a quanto fatto per Super Mario Bros. l'anno prima. Questa celebrazione incluse la possibilità per gli utenti del Club Nintendo di scaricare gratuitamente la colonna sonora di The Legend of Zelda: Ocarina of Time, la prima versione digitale di The Legend of Zelda: Link's Awakening, e l'inserimento di un livello speciale ispirato a Zelda in Super Mario 3D Land.